# Wisimski Rezerwat Biosfery
Wisimski Rezerwat Biosfery (ros. Висимский государственный природный биосферный заповедник) – ścisły rezerwat przyrody (zapowiednik) w obwodzie swierdłowskim w Rosji. Znajduje się w rejonie miejskim Kirowgrad. Jego obszar wynosi 334,96 km², a strefa ochronna wokół rezerwatu 461 km². Rezerwat został utworzony decyzją rządu Rosyjskiej Federacyjnej Socjalistycznej Republiki Radzieckiej z dnia 3 lipca 1946 roku. W 2001 roku otrzymał status rezerwatu biosfery UNESCO. Dyrekcja rezerwatu znajduje się w miejscowości Kirowgrad.

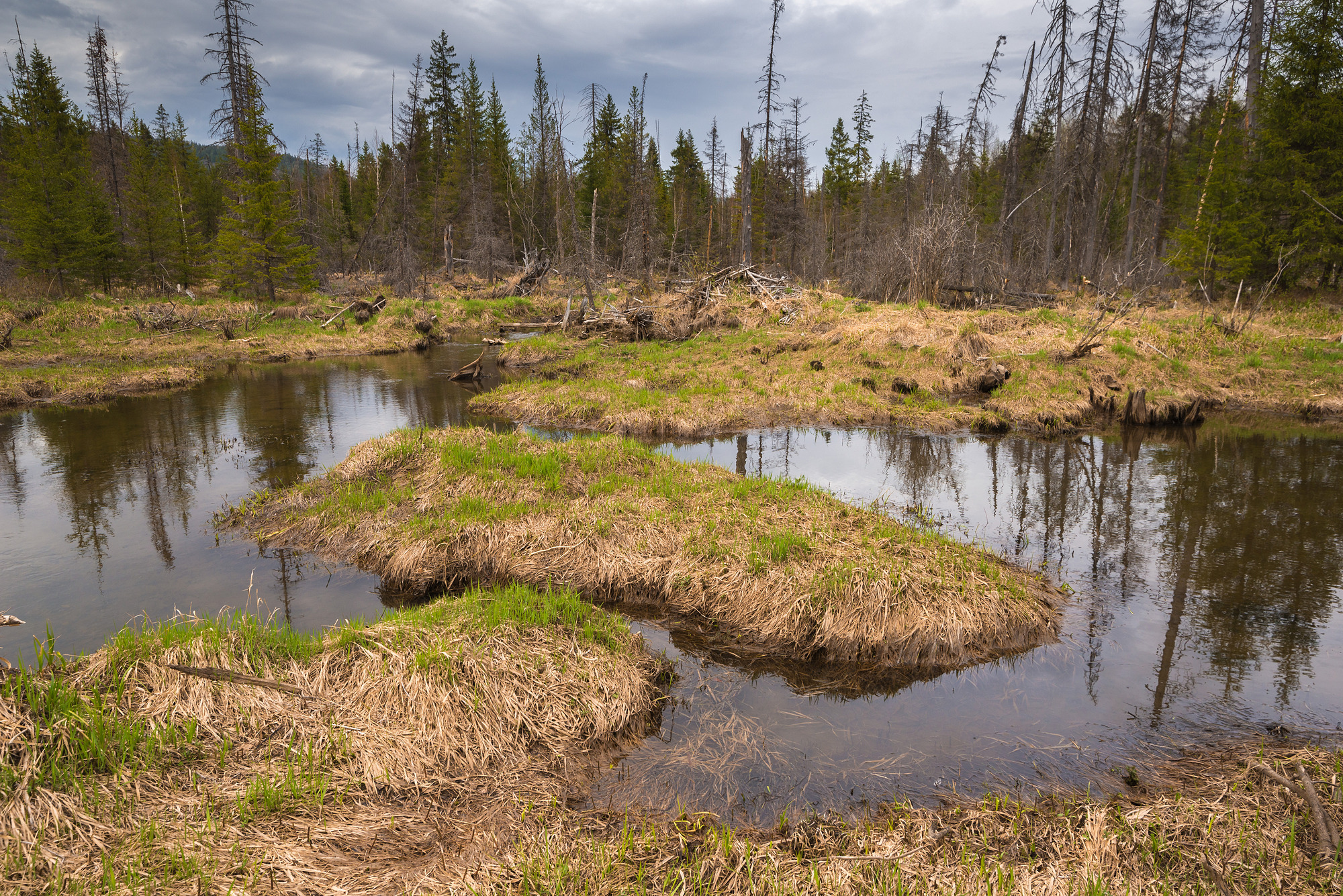

## Opis
Rezerwat obejmuje południowy fragment Uralu Środkowego i znajduje się na zachodnich oraz wschodnich zboczach Uralu. Są tu niskie góry, których wysokość nie przekracza 800 m n.p.m. Najwyższy szczyt to Starik-Kamien (754 m n.p.m.). Przez rezerwat przechodzi umowna granica Europa–Azja. Większa część znajduje się na zachodnich zboczach Uralu, czyli w Europie, i znajduje się w górnym biegu rzeki Suliom. 
Klimat jest kontynentalny. Średnia temperatura w lipcu wynosi +16,6 °С, w styczniu -16,8 °С.

## Flora
87 procent terytorium rezerwatu, łącznie ze szczytami, zajmuje tajga. Dominuje świerk syberyjski, jodła syberyjska, brzoza omszona i brzoza brodawkowata. W górzystej części rezerwatu, w lasach, pojawia się też sosna syberyjska. Sosna zwyczajna rośnie w formie sztucznych nasadzeń na zachodniej granicy rezerwatu. Modrzew syberyjski występuje pojedynczo w różnych częściach rezerwatu. 

## Fauna
Fauna jest typowa dla tajgi Uralu Środkowego. Występuje tu 49 gatunków ssaków,185 gatunków ptaków, 4 gatunki płazów i 13 gatunków ryb.
Wśród ssaków powszechnie występuje łoś euroazjatycki, wilk szary, niedźwiedź brunatny, zając szarak, bóbr europejski, kuna leśna, gronostaj europejski, łasica syberyjska, łasica pospolita, sarna europejska i dzik euroazjatycki. Rzadko pojawia się w rezerwacie lis rudy, borsuk europejski, ryś euroazjatycki.
Do rzadkich ptaków żyjących w rezerwacie należą m.in.: orzeł przedni, puchacz zwyczajny, rybołów, bielik, kobuz, raróg zwyczajny, puszczyk mszarny, trzmielojad zwyczajny, dzięcioł zielonosiwy.